# Alvin a Chipmunkové 3
Alvin a Chipmunkové 3 je americký animovaný film. Předchozí díly jsou: Alvin a Chipmunkové a Alvin a Chipmunkové 2

## Děj
Tentokrát Chipmunkové a Chipettky plují vyhlídkovou lodí, kde Alvin udělá velký zmatek a už jim hrozí, že je pošlou zpátky, aby na lodi nedělaly potíže. Chipmunkové, ale spadnou z lodi a ocitnou se na pustém ostrově, kde brzy vybuchne sopka.

### Chipmunkové a Chipettky
Chipmunkové [čipmankové] jsou tři veverky (Alvin, Simon [Sajmon] a Theodor [Teodor]), kteří krom toho že umí mluvit tak umí i zpívat. Vypadají stejně jako běžné veverky. 

V minulém díle se k nim přidaly také Chipettky [čipetky], které mají stejné schopnosti jako Chipmunkové, ale jsou to tři dívky (Brittany [britny], Jeanette [džanet] a Eleanor)